# Premio Going Kronos
Premio Going Kronos är ett årligt travlopp för 3-åriga varmblod som körs på Jägersro i Malmö i Skåne län. Loppet är ett sprinterlopp över 1640 meter med autostart (bilstart).
Loppet går av stapeln under tävlingsdagen för Hugo Åbergs Memorial i juli varje år. Förstapris är 800 000 kronor, vilket gör loppet till ett av de större treåringsloppen i Sverige. Det är ett Grupp 2-lopp, det vill säga ett lopp av näst högsta internationella klass.
Sedan 2009 års upplaga är loppet döpt efter travaren Going Kronos (som vann 2006 års upplaga på rekordtiden 1.10,8).

## Rekord
Den snabbaste vinnartiden i loppets historia innehar 2006 års vinnare och hemmahäst Going Kronos, som tillsammans med tränare och kusk Lutfi Kolgjini vann på tiden 1.10,8. Spelad till vinnaroddset 1.08 är Going Kronos också den största favoriten i loppets historia. Han är dessutom den enda bland loppets vinnare som senare även vunnit loppet som avelshingst, vilket han gjorde 2013 då hans son Boys Going In vann loppet.
Den största skrällen i loppets historia är Unica Gio, som vann till vinnaroddset 72.81 i 2016 års upplaga. Unica Gio är också det tredje stoet att segra i loppets historia (tidigare även Xquisite Chocolate 2012 och Needles'n Pins 2004).
Den tränare och kusk som vunnit loppet flest gånger är Jägersro-profilen Lutfi Kolgjini med sina sex segrar (2004, 2005, 2006, 2008, 2010, 2011). Därefter Stig H. Johansson med två tränarsegrar (2003, 2007).

## Vinnare
| År   | Häst               | Kusk                  | Tränare               | Odds  | Tid    | Tvåa            | Trea               |
| ---- | ------------------ | --------------------- | --------------------- | ----- | ------ | --------------- | ------------------ |
| 2024 | Far Wise As        | Johan Untersteiner    | Jerry Riordan         | 4,43  | 1.12,2 | Feldenkrais Pal | First of Mind      |
| 2023 | Ester Degli Dei    | Robin Bakker          | Paul J. P. Hagoort    | 1.64  | 1.11,7 | Eros Jet        | Everything Bi      |
| 2022 | Gio Cash           | Dion Tesselaar        | Dion Tesselaar        | 1.75  | 1.11,4 | Barack Face     | Don't Say Gar      |
| 2021 | Colibri Jet        | Alessandro Gocciadoro | Alessandro Gocciadoro | 1.61  | 1.11,5 | Ambrosius       | Love You Too       |
| 2020 | Önas Prince        | Per Nordström         | Per Nordström         | 2.56  | 1.11,3 | Kuyt F. Boko    | Boltigeur Erre     |
| 2019 | Acciaio            | Örjan Kihlström       | Alessandro Gocciadoro | 1.36  | 1.11,2 | Ubiquarian Face | Arden Wise As      |
| 2018 | Zeus Bi            | Erik Adielsson        | Fredrik Linder        | 22.13 | 1.11,1 | Holy Water      | Zelig Kronos       |
| 2017 | Executive Caviar   | Joakim Lövgren        | Joakim Lövgren        | 2.83  | 1.12,1 | Flying Fortuna  | Eurythmic Sisu     |
| 2016 | Unica Gio          | Ulf Ohlsson           | Reijo Liljendahl      | 72.81 | 1.12,6 | Unicorno SLM    | Urbanio            |
| 2015 | Tango Negro        | Peter Ingves          | Jerry Riordan         | 5.78  | 1.12,5 | Dragster        | Dolan Spring       |
| 2014 | Winter's Iceman    | Jorma Kontio          | Markku Nieminen       | 8.45  | 1.11,6 | Spartan Kronos  | Saphire Bi         |
| 2013 | Boys Going In      | Fredrik Persson       | Fredrik Persson       | 2.73  | 1.12,2 | Ivar Sånna      | Rossella Ross      |
| 2012 | Xquisite Chocolate | Torbjörn Jansson      | Frode Hamre           | 1.61  | 1.12,1 | Mosaique Face   | Paparazzi          |
| 2011 | Orion Kronos       | Lutfi Kolgjini        | Lutfi Kolgjini        | 2.35  | 1.12,5 | Lazer Broline   | Rusty Dust         |
| 2010 | Raja Mirchi        | Lutfi Kolgjini        | Lutfi Kolgjini        | 1.40  | 1.12,1 | Archie Ride     | Flash Dreamcatcher |
| 2009 | Marco di Jesolo    | Hugo Langeweg Jr      | Hugo Langeweg Jr      | 1.29  | 1.12,6 | Tannerman Can   | Majestic Kronos    |
| 2008 | Lou Kronos         | Lutfi Kolgjini        | Lutfi Kolgjini        | 6.34  | 1.12,7 | Moon Dreamer    | Barbie Tooma       |
| 2007 | Keystone Brady     | Erik Adielsson        | Stig H. Johansson     | 1.22  | 1.12,5 | Harpers Joker   | Side Spin          |
| 2006 | Going Kronos       | Lutfi Kolgjini        | Lutfi Kolgjini        | 1.08  | 1.10,8 | Keystone Carla  | Sillochnubbe       |
| 2005 | Sommelier          | Lutfi Kolgjini        | Lutfi Kolgjini        | 10.75 | 1.13,2 | Uranie          | Fast Winner Lux    |
| 2004 | Needles'n Pins     | Lutfi Kolgjini        | Lutfi Kolgjini        | 1.72  | 1.12,3 | Quito Gold      | Torvald Palema     |
| 2003 | Southwind Vernon   | Stig H. Johansson     | Stig H. Johansson     | 3.46  | 1.13,5 | Panhandle Hall  | Lob Shot           |
| 2002 | Alien Chip         | Torbjörn Jansson      | Lars Magne Sövik      | 1.64  | 1.12,7 | Ginger Ale      | Gismo Bög          |
| 2001 | King of the Mon    | Veijo Heiskanen       | Veijo Heiskanen       | 2.84  | 1.17,1 | Ferdinand D.K.  | The Miracle        |
| 1999 | Demilo Crown       | Henrik Thomsen        | Henrik Thomsen        | 1.58  | 1.13,4 | Neptun Sund     | Iona Song          |
| 1998 | Super Amor         | Per Lennartsson       | Per Lennartsson       | 1.74  | 1.16,8 | Delikatess M.S. | Danofski           |